# Pakrac
Pakrac je mesto na Hrvaškem, ki upravno spada v Požeško-slavonsko županijo. Je tudi sedež Pakraško-slavonske eparhije Srbske pravoslavne cerkve. V mestu je ena najbogatejših tovrstnih knjižnic, ki spada k njej.

## Demografija
| Pregled števila prebivalcev po letih | Pregled števila prebivalcev po letih | Pregled števila prebivalcev po letih | Pregled števila prebivalcev po letih | Pregled števila prebivalcev po letih | Pregled števila prebivalcev po letih | Pregled števila prebivalcev po letih | Pregled števila prebivalcev po letih | Pregled števila prebivalcev po letih | Pregled števila prebivalcev po letih | Pregled števila prebivalcev po letih | Pregled števila prebivalcev po letih | Pregled števila prebivalcev po letih | Pregled števila prebivalcev po letih | Pregled števila prebivalcev po letih |
| ------------------------------------ | ------------------------------------ | ------------------------------------ | ------------------------------------ | ------------------------------------ | ------------------------------------ | ------------------------------------ | ------------------------------------ | ------------------------------------ | ------------------------------------ | ------------------------------------ | ------------------------------------ | ------------------------------------ | ------------------------------------ | ------------------------------------ |
| 1857                                 | 1869                                 | 1880                                 | 1890                                 | 1900                                 | 1910                                 | 1921                                 | 1931                                 | 1948                                 | 1953                                 | 1961                                 | 1971                                 | 1981                                 | 1991                                 | 2001                                 |
| 1076                                 | 1721                                 | 1761                                 | 2089                                 | 2762                                 | 3254                                 | 3122                                 | 3642                                 | 3558                                 | 3988                                 | 4926                                 | 6136                                 | 7361                                 | 8197                                 | 4772                                 |